# 葵と団十郎のサンデーAMO
葵と団十郎のサンデーAMO（あおいとだんじゅろうの-エーエムオー）は2005年10月9日から2007年3月18日まで東北放送（TBCラジオ）で毎週日曜日の13:00 - 17:00に放送されていたラジオ番組。

## パーソナリティ
- 高荒葵（元東北放送アナウンサー）
- 吉川団十郎（シンガーソングライター・陶芸家）

2006年のナイターシーズン中は野球中継のため15時からの放送で始めの1時間がニュースや競馬中継中心のため高荒のみ出演し17時まで1人で放送した。

## 放送時間
- 毎週日曜日 13:00 - 17:00（スポーツ中継等の放送により変更あり）

## 備考
- 1969年に開始した人気深夜番組『AMO東北ヒットパレード→ジャンボリクエストAMO』の復活版である。
- 後続番組は「楽天気分・ジョイサンデー」（2007年3月-9月）→「NOW（いま）も現役大人のラジオ」（2007年10月-放送中）

## コーナー

### あの日に帰りたい AMOベストヒット・ああ青春思い出帰り
「ヒットパレード」放送当時のヒット曲を紹介し、その時代を振り返る。

### サンデースイーツタイム
リスナーの興味・関心にちなんだゲストを迎え、美味しいスイーツで茶飲み話。

### サンデー競馬実況中継
競馬初心者であるパーソナリティの2人が、日刊競馬編集長・柏木集保による解説を元に予想していく。

### ちょっと言わせてけさいん!
リスナーの家族に「ちょっと言いたいこと」を紹介する。

### 今が旬!おすすめ旅情報
行楽地にいるリスナーから、今の情報を伝えてもらう。